# Ro Laren
Ro Laren je fiktivní postava z televizního seriálu Star Trek: Nová generace, sloužící jako podporučík vesmírné lodi USS Enterprise NCC-1701-D. Hraje ji americká herečka Michelle Forbesová.

## Epizody
- Podporučík Ro (5. série)
- Neštěstí (5. série)
- Záhada (5. série)
- Z pozice síly (5. série)
- Příčina a důsledek (5. série)
- Další fáze (5. série)
- Rošťáci (6. série)
- Preventivní úder (7. série)

## Životopis
Ro Laren se narodila 17. ledna 2340 na Bajoru a v letech 2358-2362 studovala na Hvězdné Akademii. Podle bajoranské tradice je zaměněno pořadí jména a příjmení. Když se poprvé přidala k posádce Enterprise, kapitán Picard ji oslovil "podporučíku Larenová". Ona ho však opravila, že Laren je křestní jméno a Ro je příjmení. Od té doby se oslovuje jako „podporučík Ro“.
Ro se připojila k posádce jako mladý bajoranský důstojník. Během své služby na USS Wellington byla postavena před vojenský soud kvůli neuposlechnutí rozkazu, což vyústilo ve smrt osmi lidí. Byla uvězněna na Jarosu II, ale admirál Kennelly jí dal druhou šanci a přiřadil ji na misi na Enterprise.
V epizodě Preventivní úder, je jako nově povýšený poručík Hvězdnou flotilou poslána na misi, jejímž cílem je infiltrovat se do hnutí "makistů", které ohrožuje mírovou dohodu mezi Federací a Cardassiany, kteří kdysi zabili jejího otce. Během své mise zjistí, že jí cíle makistů přijdou sympatické. Když má makisty dovést do pasti, kde na ně budou čekat lodě Federace, rozhodne se, že se přidá k rebelům a prozradí plán. Tím pádem všechny lodě makistů stihnou uprchnout. Velitel Riker nakonec řekne Picardovi, že si Ro byla naprosto jistá tím co dělá, ale litovala že zklame Picardovu důvěru.